# سانتا الشرير (فلم)
سانتا الشرير هو فلم كوميدي رشح لجائزة غولدن غلوب سنة 2003, الفيلم من إخراج تيري زويغوف وإنتاج الأخوين كوين
بطولة بيلي بوب ثورنتون (الشخصية الرئيسية) وتوني كوكس كشريك في الجريمة.

## الممثلون
- بيرني ماك
- جون ريتر
- لورين غراهام
- لورين توم
- إيثان فيليب
- بريت كيلي
- كلوريس ليتشمان

## وصلات خارجية
- سانتا الشرير على موقع IMDb (الإنجليزية)
- سانتا الشرير على موقع ميتاكريتيك (الإنجليزية)
- سانتا الشرير على موقع روتن توميتوز (الإنجليزية)
- سانتا الشرير على موقع نتفليكس (الإنجليزية)
- سانتا الشرير على موقع قاعدة بيانات الأفلام العربية
- سانتا الشرير على موقع ألو سيني (الفرنسية)
- سانتا الشرير على موقع Turner Classic Movies (الإنجليزية)
- سانتا الشرير على موقع أول موفي (الإنجليزية)
- سانتا الشرير على موقع بوكس أوفيس موجو (الإنجليزية)
- سانتا الشرير على موقع فيلمافينيتي (الإسبانية)

1. ↑  مذكور في: تفريغات بيانات Freebase. الناشر: جوجل.
2. ↑  "قاعدة بيانات الأفلام على الإنترنت" (بالإنجليزية). Retrieved 2017-04-14.{{استشهاد ويب}}:  صيانة الاستشهاد: لغة غير مدعومة (link)
3. 1 2 3 4 5 6 7  مذكور في: قاعدة بيانات الأفلام التشيكية السلوفاكية. لغة العمل أو لغة الاسم: التشيكية. تاريخ النشر: 2001.
4. ↑  مذكور في: قاعدة بيانات الأفلام على الإنترنت. لغة العمل أو لغة الاسم: الإنجليزية.
5. 1 2  وصلة مرجع: http://www.boxofficemojo.com/movies/?id=badsanta.htm.